# Aprendizaje motor
El aprendizaje motor se refiere en general a los cambios en los movimientos de un organismo que reflejan cambios en la estructura y función del sistema nervioso. El aprendizaje motor ocurre en diferentes escalas de tiempo y grados de complejidad: los humanos aprenden a caminar o hablar a lo largo de los años, pero continúan ajustándose a los cambios de altura, peso, fuerza, etc. a lo largo de sus vidas. El aprendizaje motor permite a los animales adquirir nuevas habilidades y mejora la suavidad y precisión de los movimientos, en algunos casos al calibrar movimientos simples como los reflejos . El aprendizaje motor es "relativamente permanente", ya que se adquiere y retiene la capacidad de responder adecuadamente. Las ganancias temporales en el rendimiento durante la práctica o en respuesta a alguna perturbación a menudo se denominan adaptación motora, una forma transitoria de aprendizaje.   
La investigación del aprendizaje motor a menudo considera variables que contribuyen a la formación del programa motor (es decir, el comportamiento motor calificado subyacente), la sensibilidad de los procesos de detección de errores, y los esquemas de fuerza del movimiento (ver programa motor ). La investigación en neurociencia sobre el aprendizaje motor se refiere a qué partes del cerebro y de la médula espinal representan los movimientos y programas motores y cómo el sistema nervioso procesa la retroalimentación para cambiar la conectividad y las fuerzas sinápticas. A nivel conductual, la investigación se centra en el diseño y el efecto de los componentes principales que impulsan el aprendizaje motor, es decir, la estructura de la práctica y la retroalimentación. El momento y la organización de la práctica pueden influir en la retención de información, por ejemplo, cómo las tareas pueden subdividirse y practicarse (véase también práctica variable ), y como la retroalimentación puede influir en la preparación, anticipación y orientación del movimiento. 

## Aproximación conductista

### Estructura de una práctica e interferencia contextual
La interferencia contextual ha sido definida como "una interferencia en el funcionamiento durante el aprendizaje responsable de una mejora en la memoria". El efecto de la interferencia contextual es "el efecto de la interferencia contextual que se puede encontrar en el aprendizaje durante una situación práctica cuándo se tienen que aprender varias tareas y se practican a la vez". La diversificación de una práctica (o práctica variable) es un componente importante en la interferencia contextual ya que aplica variaciones en la tarea durante el aprendizaje. A pesar de que la práctica variable puede suponer un rendimiento pobre durante la fase de adquisición, es importante para el desarrollo de los esquemas, los cuales son responsables del procesamiento, la  retención y la aplicación del aprendizaje motor.
A pesar de las mejoras en el rendimiento observadas en varios estudios, una limitación del efecto de interferencia contextual es la incertidumbre respecto a la causa de las mejoras en el rendimiento ya que las variables se modifican constantemente. En un metaanálisis de 2007 los autores identificaron que había pocos patrones que pudieran explicar las mejoras relativas al paradigma de interferencia contextual. Pese a esto se han encontrado limitaciones y áreas comunes en cuanto a los efectos de la interferencia contextual:
1. Aunque las habilidades aprendidas requieran movimientos que involucran todo el cuerpo siempre tienen componentes que pueden ser aislados.
2. La mayor parte de los estudios que apoyan el efecto de la interferencia se focalizan en ajustes lentos de los movimientos durante el aprendizaje motor.
3. Según algunos autores la transferencia bilateral (de un lado del cuerpo al otro) puede ser facilitada a través de alternar las condiciones de una práctica, ya que la fuente de información puede desarrollar de ambos lados del cuerpo. Aun así las mejoras vistas en este tipo de estudios podrían ser atribuidas a las características de tarea o ala estructura de las sesiones y no a la interferencia.
4. La terminología en cuanto al ámbito de las "habilidades complejas" todavía no ha sido bien definida.

### La retroalimentación durante la práctica
La retroalimentación se considera una variable crítica para adquisición de habilidades motrices y se define en términos generales como un tipo de información sensible relacionada con una respuesta o un movimiento. La retroalimentación intrínseca es la que es inducida por el propio movimiento y las fuentes pueden ser internas o externas al propio cuerpo, y las fuentes típicas de este tipo de retroalimentación suelen ser la visión, la proprioception o la audición. La retroalimentación extrínseca es el tipo de información proporcionada por una fuente externa, que se añade a la retroalimentación intrínseca; y se suele categorizar como conocimiento sobre el rendimiento o conocimiento sobre los resultados.
Varios estudios que toman como variables las características de la presentación de la información en una retroalimentación (p. ej., frecuencia, retraso, o precisión) para determinar la mejor forma de transmitir la retroalimentación en el aprendizaje. (Véase la figura 4, la figura 6, y la tabla de resumen 1 para una explicación detallada de la manipulación en la retroalimentación.

#### Conocimiento sobre el rendimiento
El conocimiento sobre el rendimiento (KP por sus siglas en inglés para knowledge performance) o la retroalimentación cinemática se refieren a la información proporcionada a un sujeto, indicándole la calidad o los patrones de su movimiento y puede incluir información sobre su desplazamiento, la velocidad o el movimiento de una articulación. Tiende para ser distinto de la retroalimentación intrínseca y es más útil en tareas aplicadas en el mundo real. Es una estrategia que se suele emplear en el entrenamiento deportivo o en la fisioterapia.

#### Conocimiento sobre los resultados
El conocimiento sobre los resultados (KR para knowledre of results) está definido como información extrínseca o aumentada que es proporcionada a un sujeto después de una respuesta, indicando el éxito de sus acciones respecto a un objetivo. Aunque puede ser redundante con la retroalimentación intrínseca es un tipo de información que se da por encima de esta, y que puede ser verbal o verbalizada. El impacto de este tipo de retroalimentación ha sido ampliamente estudiado.
En los diseños experimentales es muy difícil separar el aspecto relativamente permanente del aprendizaje de los efectos transitorios del propio estudio.

Dentro de los efectos temporales del conocimiento sobre los resultados se encuentran las funciones de motivación, de orientacción y la asociativa. 
La influencia motivacional puede aumentar el esfuerzo e interés del sujeto durante la tarea o incluso a veces prolongar esta motivación a lo largo del tiempo.  La función asociativaestá implicada en la formación de asociaciones entre el estímulo y la respuesta por lo que refuerza el aprendizaje estable (ver Ley de Efecto). Por último la función de orientación sea probablemente la más influyente sobre el aprendizaje ya que tantos las fuentes de retroalimentación tanto internas como externas informan continuamente de las discrepancias en el rendimiento lo que lleva a mejorar a través de la experiencia. Es posible que un exceso de retroalimentación externa pueda llegar a desarrollar una dependencia nociva hacia la fuente de esta información.Esto puede llevar a un rendimiento superior durante la práctica que disminuya demasiado  cuando la retroalimentación externa ya no esté presente.

### La hipótesis de la especificidad en el aprendizaje
Contrariamente a lo que se pensaba la hipótesis de la especificidad en el aprendizaje sugiere que el proceso de aprendizaje es más eficaz cuando las sesiones de práctica incluyen un movimiento y una interacción con el entorno parecidos a la tarea final que se quiere aprender, alternando el aprendizaje motor con la práctica física, frente a la práctica física por sí sola (especialmente si se trata de una tarea difícil).

## Aproximación fisiológica
El cerebelo y los ganglios basales son muy importantes para el aprendizaje motor, y tienen una estructura parecida en la mayoría de los vertebrados desde los peces a los humanos.
A través del aprendizaje motor el humano es capaz de desarrollar unas habilidades muy especializadas, llegando a automatizar muchos movimientos aprendidos a través del entrenamiento repetitivo. Se han llevado a cabo muchos estudios sobre este tipo de aprendizaje, especialmente a través de comportamientos simples como el condicionamiento del parpadeo, el aprendizaje motor en el reflejo vestíbulo-ocular, o en el canto de los pájaros. Por otro lado la investigación con la babosa de mar Aplysia californica ha proporcionado un conocimiento detallado sobre los mecanismos celulares involucrados en el aprendizaje simple.
También se ha investigado el tipo de aprendizaje que se da en las actividades que se realizan mediante la interfaz cerebro-computadora.  Por ejemplo, Mikhail Lebedev, Miguel Nicolelis y sus colegas demostraron recientemente que cuando se introduce un actuador externo controlado a través de este tipo de interfaz también se da plasticidad neuronal, y que el actuador externo se incorpora en la representación neural del sujeto .
A nivel celular, el aprendizaje motor se manifiesta en las neuronas de la corteza motora . Utilizando técnicas de registro de unidades neuronales, el Dr. Emilio Bizzi y sus colaboradores han demostrado que el comportamiento de ciertas células, conocidas como " células de la memoria ", pueden sufrir alteraciones duraderas a través de la práctica.El aprendizaje motor también se logra a nivel del aparato locomotor . Cada neurona motora inerva una o más células musculares, y juntas estas células forman lo que se conoce como unidad motora. Para que un individuo realice incluso la tarea motora más simple, se debe coordinar la actividad de miles de estas unidades motoras.  [cita requerida]

## Trastorno del aprendizaje motor

### Trastorno del desarrollo de la coordinación (TDC)
Las deficiencias asociadas con el trastorno de coordinación del desarrollo (TDC) o dispraxia implican dificultades para aprender nuevas habilidades motoras, así como un control postural limitado y déficits en la coordinación sensoriomotora. Parece que los niños con dispraxia no pueden mejorar el rendimiento de las tareas motoras complejas sólo con la práctica aunque si que se han encontrado mejoras en tareas simples a través del entrenamiento específico. Este tipo de trastorno se ha correlacionado con una reducción de la actividad en las regiones cerebrales asociadas con la práctica motora especializada.

### Apraxia
Las técnicas de aprendizaje motor se aplican en los procesos de recuperación en los casos de apraxia como en los accidentes cerebrovasculares o, en neurorrehabilitación ya que generalmente este tipo de procesos implican el reaprendizaje a través de la práctica de habilidades perdidas, como por ejemplo en el caso de las prótesis robóticas, en la terapia de movimiento inducida por restricciones, en la estimulación neuromuscular activada por electromiógrafo o en rehabilitación basada en la realidad virtual.
Otro concepto importante para el aprendizaje motor en la rehabilitación es la cantidad de práctica que se realiza en una intervención y su relación con la memoria a largo plazo. Por ejemplo un estudio de 2008 apunta a que un aprendizaje excesivo en una práctica concreta conduce a mejoras importantes en la retención de la información a largo plazo pero que tiene poco efecto en el desempeño de la misma. Otro estudio sugiere que la repetición de ciertos movimientos no es suficiente para volver a aprender una habilidad, ya que no está claro si la verdadera recuperación del cerebro se obtiene solo con la repetición. En cambio los métodos de recuperación deberían buscar cambios corticales efectivos por ejemplo a través de tareas más desafiantes.    
Otro estudio de 2015 sobre el precondicionamiento isquémico mostró que combinando esta práctica con el aprendizaje motor facilita y abre diversas hipótesis sobre los beneficios potenciales del precondicionamiento isquémico junto con el aprendizaje motor, y sus mecanismos de acción.

## Otras lecturas
- Barreiros, J.; Figueiredo, T.; Godinho, M. (2007). «The contextual interference effect in applied settings». European Physical Education Review 13 (2): 195-208. doi:10.1177/1356336X07076876. Archivado desde el original el 7 de diciembre de 2013. Consultado el 3 de diciembre de 2013.
- «A quantitative meta-analysis and review of motor learning in the human brain». NeuroImage 67: 283-97. February 2013. PMC 3555187. PMID 23194819. doi:10.1016/j.neuroimage.2012.11.020.
- «Neural averaging in motor learning». J. Neurophysiol. 97 (1): 220-8. January 2007. PMID 17021025. doi:10.1152/jn.00736.2006.
- Shumway-Cook, Anne; Woollacott, Marjorie H. (2001). Motor control : theory and practical application. Philadelphia: Lippincott Williams Wilkins. ISBN 978-0-683-30643-9. OCLC 499223436.  Shumway-Cook, Anne; Woollacott, Marjorie H. (2001). Motor control : theory and practical application. Philadelphia: Lippincott Williams Wilkins. ISBN 978-0-683-30643-9. OCLC 499223436.  Shumway-Cook, Anne; Woollacott, Marjorie H. (2001). Motor control : theory and practical application. Philadelphia: Lippincott Williams Wilkins. ISBN 978-0-683-30643-9. OCLC 499223436.
- Shadmehr, Reza.; Wise, Steven P. (2005). The computational neurobiology of reaching and pointing : a foundation for motor learnin. Cambridge, Mass.: MIT Press. ISBN 978-0-262-19508-9. OCLC 54529569.  Shadmehr, Reza.; Wise, Steven P. (2005). The computational neurobiology of reaching and pointing : a foundation for motor learnin. Cambridge, Mass.: MIT Press. ISBN 978-0-262-19508-9. OCLC 54529569.  Shadmehr, Reza.; Wise, Steven P. (2005). The computational neurobiology of reaching and pointing : a foundation for motor learnin. Cambridge, Mass.: MIT Press. ISBN 978-0-262-19508-9. OCLC 54529569.
- «Are we ready for a natural history of motor learning?». Neuron 72 (3): 469-76. November 2011. PMC 3389513. PMID 22078506. doi:10.1016/j.neuron.2011.10.017.
- Winstein CJ (February 1991). «Knowledge of results and motor learning--implications for physical therapy». Phys Ther 71 (2): 140-9. PMID 1989009. doi:10.1093/ptj/71.2.140. Archivado desde el original el 8 de octubre de 2016. Consultado el 2 de diciembre de 2013.
- «Principles of sensorimotor learning». Nat. Rev. Neurosci. 12 (12): 739-51. December 2011. PMID 22033537. doi:10.1038/nrn3112.
- Iaroslav Blagouchine y Eric Moreau. Control de un robot de voz a través de un modelo interno óptimo basado en redes neuronales con restricciones. IEEE Transactions on Robotics, vol. 26, no. 1, pp. 142-159, febrero de 2010.